# 垂枝早熟禾
垂枝早熟禾（学名：Poa declinate Keng）是一种禾本科植物。这种植物分布于中国甘肃、四川西部。四川省阿坝藏族自治州曾引入栽培。